# 157. pehotni polk (Italija)
157. pehotni polk Liguria/Cirene (izvirno italijansko 157º Reggimento fanteria) je bil pehotni polk (Kraljeve) Italijanske kopenske vojske.

## Zgodovina
Med prvo svetovno vojno je bil polk nastanjen na soški fronti in med drugo svetovno vojno v Severni Afriki.